# Mistrzostwa Polski w Skokach Narciarskich 1987
62. Mistrzostwa Polski w Skokach Narciarskich – zawody o mistrzostwo Polski w skokach narciarskich, które odbyły się w dniach 2-8 marca 1987 roku na skoczniach Skalite w Szczyrku oraz Malinka w Wiśle.
W konkursie indywidualnym na skoczni normalnej zwyciężył Piotr Fijas, srebrny medal zdobył Jan Kowal, a brązowy – Zbigniew Klimowski. Na dużym obiekcie najlepszy okazał się Fijas przed Kowalem i Klimowskim.
Konkurs drużynowy na dużej skoczni wygrał zespół WKS Zakopane w składzie: Andrzej Gawlak, Jarosław Mądry, Zbigniew Klimowski i Jan Kowal.

## Wyniki

### Konkurs drużynowy na dużej skoczni (Wisła, 02.03.1987)
| Miejsce | Klub                      | Zawodnik           | Nota zespołu |
| ------- | ------------------------- | ------------------ | ------------ |
| 1.      | WKS Zakopane              | Andrzej Gawlak     | 569,2        |
| 1.      | WKS Zakopane              | Jarosław Mądry     | 569,2        |
| 1.      | WKS Zakopane              | Zbigniew Klimowski | 569,2        |
| 1.      | WKS Zakopane              | Jan Kowal          | 569,2        |
| 2.      | Wisła-Gwardia Zakopane I  | Karol Kołtaś       | 496,3        |
| 2.      | Wisła-Gwardia Zakopane I  | Janusz Duda        | 496,3        |
| 2.      | Wisła-Gwardia Zakopane I  | Bogdan Papierz     | 496,3        |
| 2.      | Wisła-Gwardia Zakopane I  | Ryszard Guńka      | 496,3        |
| 3.      | Olimpia Goleszów          | Dariusz Możdżeń    | 446,2        |
| 3.      | Olimpia Goleszów          | Józef Pluskota     | 446,2        |
| 3.      | Olimpia Goleszów          | Jan Łoniewski      | 446,2        |
| 3.      | Olimpia Goleszów          | Tadeusz Fijas      | 446,2        |
| 4.      | LKS Skrzyczne Szczyrk I   | b.d.               | 396,1        |
| 5.      | BBTS Bielsko-Biała        | b.d.               | 394,6        |
| 6.      | Wisła-Gwardia Zakopane II | b.d.               | 339,2        |
| 7.      | Śnieżka Karpacz           | b.d.               | 293,8        |
| 8.      | LKS Skrzyczne Szczyrk II  | b.d.               | 278,1        |

W konkursie wzięło udział 13 zespołów.

### Konkurs indywidualny na dużej skoczni (Wisła, 06.03.1987)
| Miejsce | Zawodnik           | Klub                   | Skok 1 | Skok 2 | Punkty |
| ------- | ------------------ | ---------------------- | ------ | ------ | ------ |
| 1.      | Piotr Fijas        | BBTS Bielsko-Biała     | 96,5   | 100,0  | 219,6  |
| 2.      | Jan Kowal          | WKS Zakopane           | 95,5   | 100,5  | 218,4  |
| 3.      | Zbigniew Klimowski | WKS Zakopane           | 95,0   | 96,0   | 209,9  |
| 4.      | Ryszard Guńka      | Wisła-Gwardia Zakopane | 95,0   | 91,5   | 206,6  |
| 5.      | Bogdan Papierz     | Wisła-Gwardia Zakopane | 90,0   | 91,0   | 193,9  |
| 6.      | Jarosław Mądry     | WKS Zakopane           | 88,5   | 88,0   | 182,6  |
| 7.      | Tadeusz Fijas      | Olimpia Goleszów       | 87,0   | 86,0   | 181,7  |
| 8.      | Andrzej Malik      | LKS Skryczne Szczyrk   | 86,0   | 88,5   | 178,8  |

W konkursie wzięło udział 48 zawodników.

### Konkurs indywidualny na normalnej skoczni (Szczyrk, 08.03.1987)
| Miejsce | Zawodnik             | Klub                   | Skok 1 | Skok 2 | Punkty |
| ------- | -------------------- | ---------------------- | ------ | ------ | ------ |
| 1.      | Piotr Fijas          | BBTS Bielsko-Biała     | 81,5   | 85,5   | 225,0  |
| 2.      | Jan Kowal            | WKS Zakopane           | 86,5   | 82,5   | 224,9  |
| 3.      | Zbigniew Klimowski   | WKS Zakopane           | 83,0   | 84,5   | 217,5  |
| 4.      | Jarosław Mądry       | WKS Zakopane           | 85,0   | 78,5   | 210,1  |
| 5.      | Ryszard Guńka        | Wisła-Gwardia Zakopane | 79,0   | 78,5   | 196,5  |
| 6.      | Jan Łoniewski        | Olimpia Goleszów       | 79,0   | 74,5   | 192,1  |
| 7.      | Zenon Węgrzynkiewicz | LKS Skrzyczne Szczyrk  | 75,0   | 70,0   | 174,8  |
| 8.      | Robert Witke         | Śnieżka Karpacz        | 74,0   | 72,0   | 173,1  |

W konkursie wzięło udział 50 zawodników.